# ستيرنو

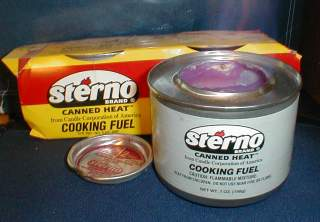
عُلبة ستيرنو

ستيرنو (بالإنجليزية: Sterno)‏ أو الحَرارة المُعلبة (بالإنجليزية: Canned heat)‏، وهوَ وَقود مُصنع بشكل أساسي من كُحول هُلامي مَشُوب ، وهيَ مُصممة ليتم حَرقها بشكل مُباشر من العُلبة، تُستخدم بشكل أساسي في تدفئة الطَعام المُستخدم في البوفيهات، وتستخدم أيضاً لتدفئة طَبق الفوندو (طَبق سويسري إيطالي فَرنسي مُعد مِن الجُبن المُذاب يُقدم في قِدر مُشترك) الذي يُوضع فَوقه فَيعمل الستيرنو كَموقد صَغير يُحافظ على قوام الطَبق السائل، كما يمكن استخدامه للمواقد في المُخيمات وكمصدر للحرارة في حالات الطوارئ. وَتُأخذ كَلمة ستيرنو على أنها الاسم التِجاري لهذا الوُقود المَحروق، وَيُعتبر الستيرنو ساماً ما لم يَتم أخذ الاحتياطات اللازمة عند استعماله.

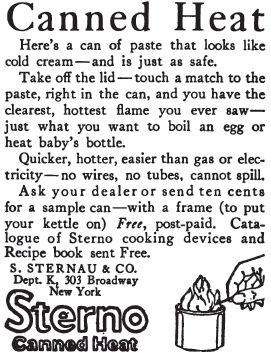
إِعلان لِستيرنو في إحدى المَجلات عام 1915

## وصلات خارجية
- مَوقع الشَركة المصنعة للستيرنو.